# مجمع انتل سي++
يعد مجمع انتل (بالإنجليزية: oneAPI DPC ++ / C ++)‏ و مجمع انتل سي ++ الكلاسيكي عبارة عن مُترجِام لـ سي وسي++ و إس واي سي إل (بالإنجليزية: SYCL)‏ ومتوازية سي ++ (بالإنجليزية: Data Parallel C++)‏ للأنظمة القائمة على معالجات انتل ، والمتاحة لأنظمة التشغيل ويندوز ولينكس وماك أو إس . 

## ملخص
يتوفر مترجم انتل سي ++ لنظامي التشغيل ويندوز و لينكس ويدعم تجميع شيفرة مصدرية لـ سي و سي ++ و إس واي سي إل (بالإنجليزية: SYCL)‏ ومتوازية سي ++ (بالإنجليزية: Data Parallel C++)‏ (دي بي سي ++) (بالإنجليزية: DPC++)‏، ويستهدف معماريات انتل أي إيه-32 و إنتل 64 (المعروف أيضًا باسم إكس86-64 ) و نواة إنتل وزيون و معالجات زيون ، بالإضافة إلى وحدات معالجة الرسومات بما في ذلك معالج رسومات إنتل جيل 9 وما فوق ، وبنية إنتل إكس إي ، وبطاقة تسريع انتل قابلة للبرمجة مع ف بي جي ايه إنتل آريا 10 جي إكس.  مثل مجمع انتل سي ++ الكلاسيكي ، فإنه يدعم أيضًا بيئات تطوير مايكروسوفت فيجوال ستوديو وإكلبس ، ويدعم خيوط المعالجة عبر واجهة برمجة التطبيقات انتل الموحدة (بالإنجليزية: oneAPI)‏ خيوط اللبنات (بالإنجليزية: Threading Building Blocks)‏ و أوبن أم بي وخيوط المعالجة الأصلية.

## المعمارية
يقوم مترجم واجهة برمجة التطبيقات انتل الموحدة (بالإنجليزية: oneAPI)‏ بإنشاء رمز لكل من وحدات المعالجة المركزية إكس86-64 ووحدات معالجة الرسومات ذات الأغراض العامة من انتل: 
- معالجات:
  - معالجات إنتل أي إيه-32 القديمة وإنتل 64 (إكس86-64).
  - معالجات نواة إنتل
  - عائلة معالجات زيون
  - معالجات إنتل زيون القابلة للتطوير
- وحدات معالجة الرسومات:
  - معالج رسومات إنتل جيل 9 وما أعلى.
  - معمارية إنتل إكس إي.
  - بطاقة تسريع قابلة للبرمجة من إنتل مع ف بي جي ايه إنتل آريا 10 جي إكس.

يستهدف برنامج مجمع انتل سي ++ الكلاسيكي وحدات المعالجة المركزية إنتل إكس86-64 للأغراض العامة بما في ذلك: 
- معالجات إنتل أي إيه-32 القديمة و إنتل 64 (إكس86-64)
- معالجات نواة إنتل
- عائلة معالجات زيون
- معالجات إنتل زيون القابلة للتطوير

## دعم معالجات غير إنتل
تم انتقاد الإصدارات السابقة من برامج التحويل البرمجي لـ سي و سي ++ لتحسينها بشكل أقل قوة لغير معالجات إنتل ؛ على سبيل المثال ، كتب ستيف ويستفيلد في مقال عام 2005 على موقع إي إم دي الإلكتروني: 
يستخدم مجمع انتل سي ++ 8.1 العلامة -xN (لنظام التشغيل لينكس) أو -QxN (لنظام التشغيل ويندوز) للاستفادة من امتدادات اس اس اي2 . بالنسبة إلى اس اس اي3 ، يكون مفتاح التحويل البرمجي هو -xP (لنظام التشغيل لينكس) و -QxP (لنظام التشغيل ويندوز). ... مع مجموعة الأعلام -xN / -QxN و -xP / -QxP ، فإنها تتحقق من سلسلة بائع المعالج - وإذا لم يكن معالج انتل اصيل (بالإنجليزية: GenuineIntel)‏ ، فإنه يتوقف عن التنفيذ بدون حتى التحقق من أعلام الميزات.  

## روابط خارجية
- مجمع واجهة برمجة التطبيقات انتل الموحدة سي و سي++ - منطقة مطور إنتل.
- تنزيلات مكون واحد وإصدارات وقت التشغيل (إنتل).
- مجموعة أدوات واجهة برمجة التطبيقات انتل الموحدة.